# Juniperus monosperma
Juniperus monosperma är en cypressväxtart som först beskrevs av Georg George Engelmann, och fick sitt nu gällande namn av Charles Sprague Sargent. Juniperus monosperma ingår i släktet enar, och familjen cypressväxter. IUCN kategoriserar arten globalt som livskraftig. Inga underarter finns listade i Catalogue of Life.

## Bildgalleri

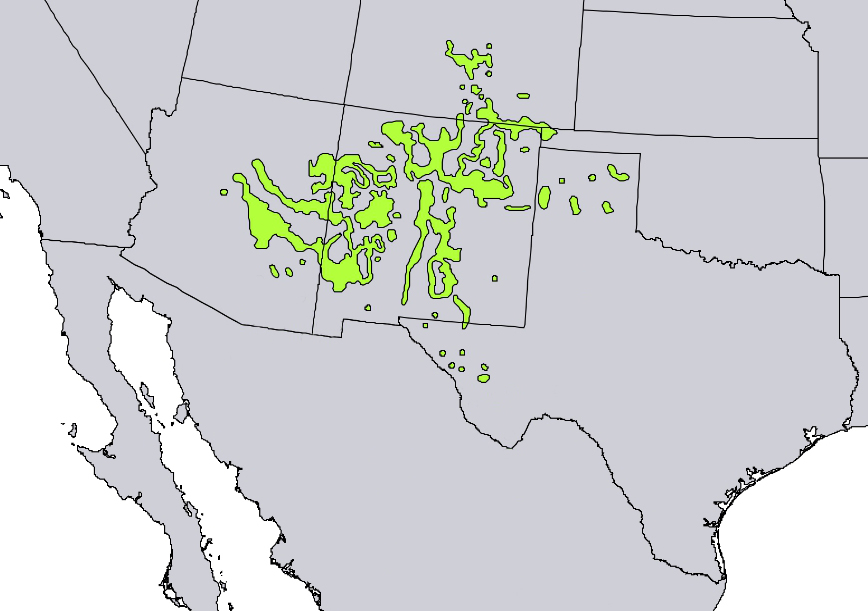
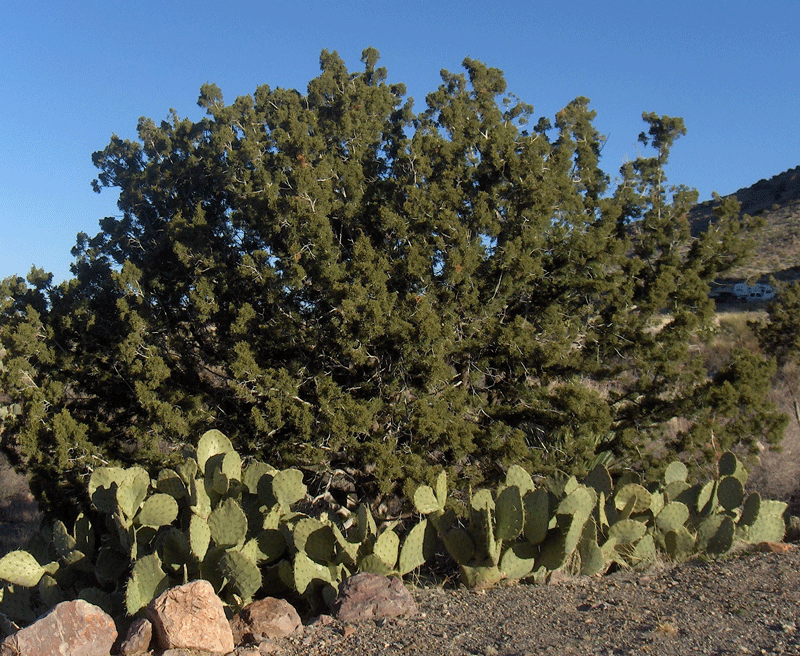